# Martin Baltimore
Мартин Балтимор (англ. Martin Baltimore) — американский средний бомбардировщик.
Создан в 1930-х годах. Первый полёт совершил в 1941 году. Разработан и производился фирмой «Гленн Мартин энд Компани» под руководством инженера Джеймса С. Макдонелла. Применялся ВВС Великобритании во время Второй мировой войны. Всего было построено около 2100 самолётов. Все Baltimores были выведены из эксплуатации к концу 1949 года.

## Модификации

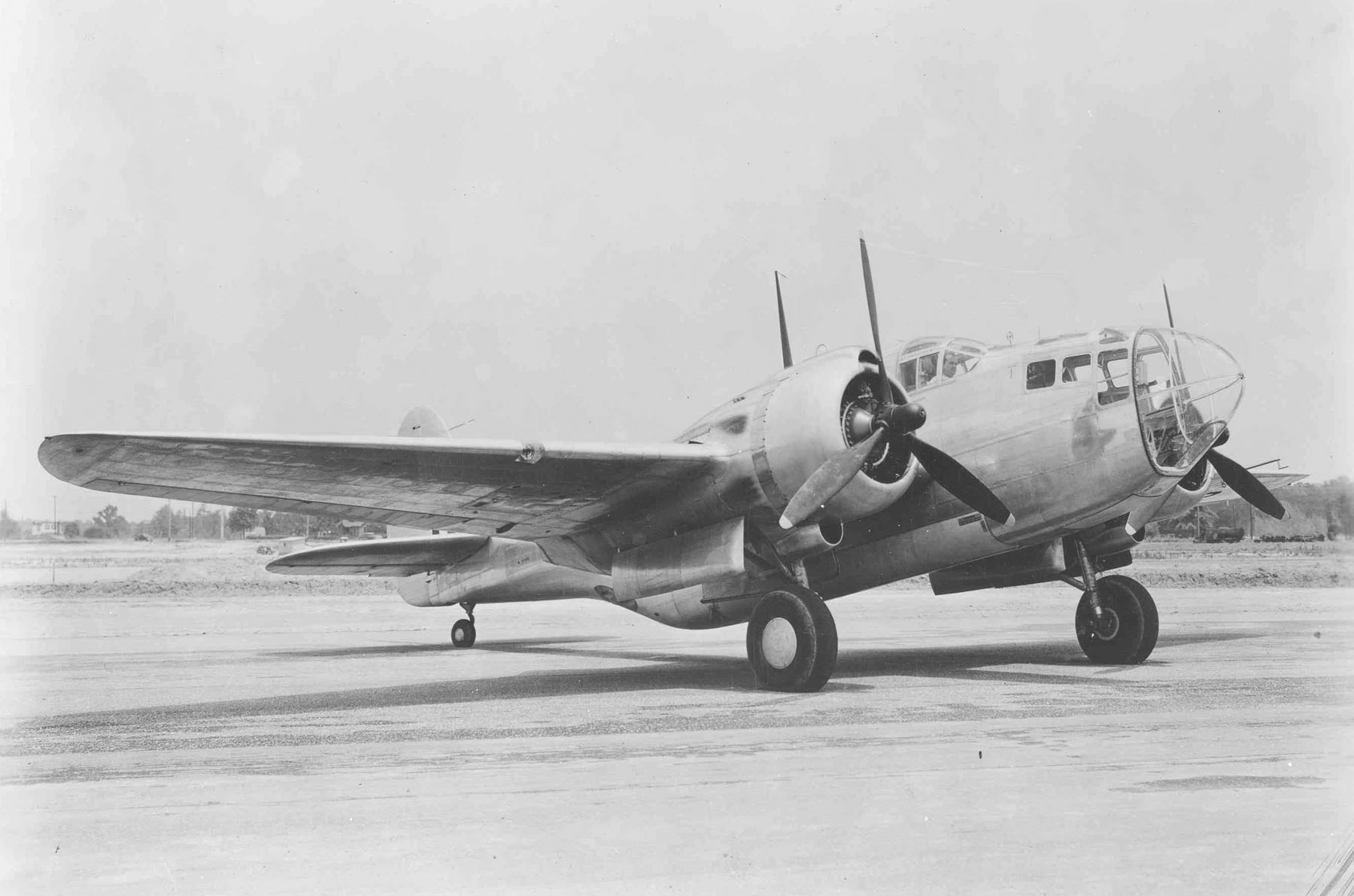
Martin Baltimore GR.I

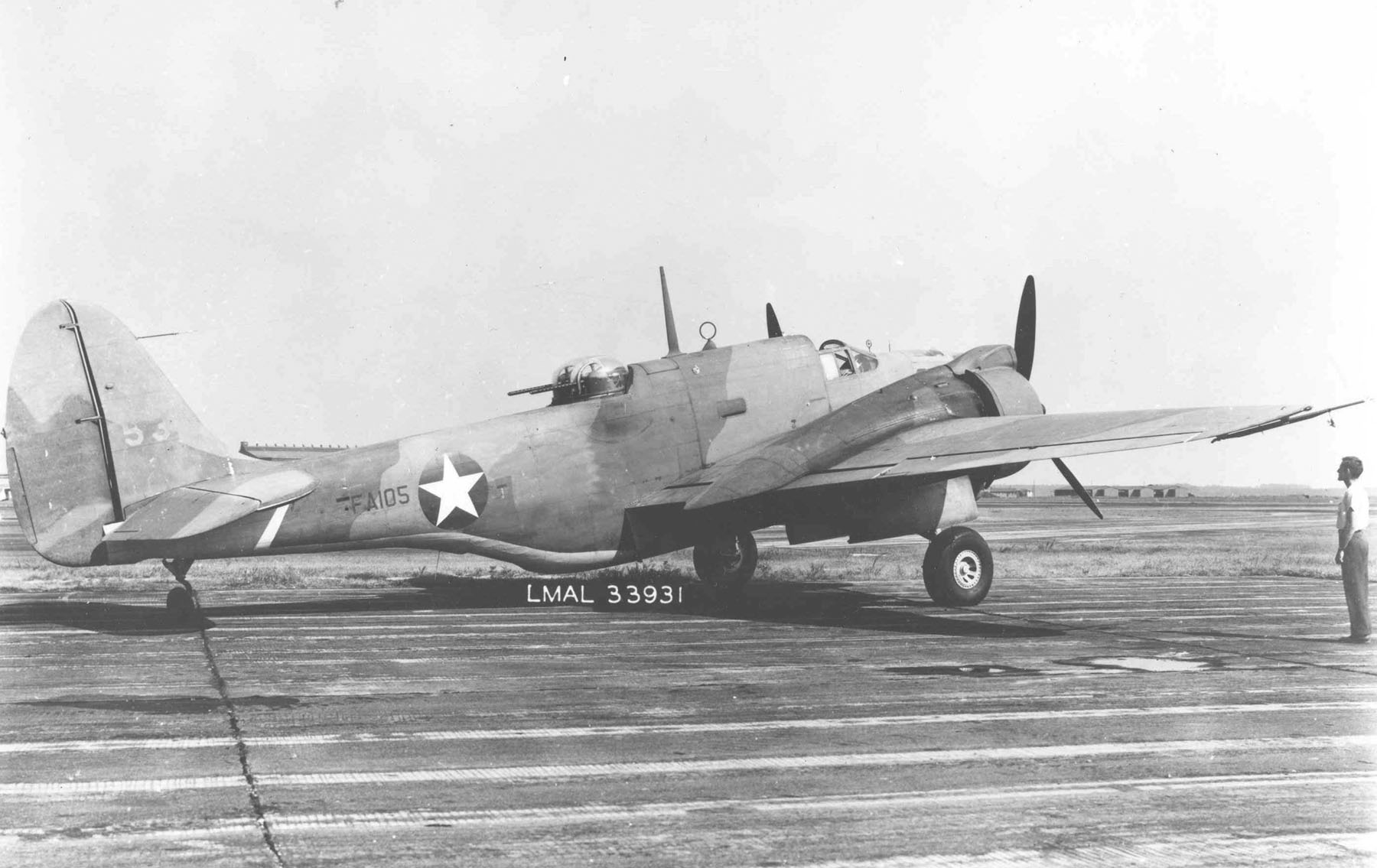
Самолёт модификации Baltimore GR.IIIA, поставлявшийся Британии по ленд-лизу. Вооружён фюзеляжной башней Martin со спаренными 12,7-мм пулемётами M2.

Baltimore B. I
Двигатель Wright GR-2600-A5B (1 600 л.с. / 1 193 кВт), 10 × 7,7-мм пулемётов (восемь Браунинг M1919: по два в каждом крыле и четыре в нижней задней части фюзеляжа для стрельбы назад и два Vickers K в верхней и нижних стрелковых точках. Построено 50 самолётов.
Baltimore B. II
Mk I с усиленным оборонительным вооружением: 12 × 7,7-мм пулемётов, включая спаренные установки 7,7-мм Vickers K в верхней и нижней фющеляжных точках. Построено 100.
Baltimore B. III
Mk II с усиленным оборонительным вооружением: 14 × 7,7-мм пулемёта, фюзеляжная башня Boulton Paul с гидравлическим приводом (британская) с четырьмя пулемётами M1919. Построено 250.
Baltimore B. IIIa (A-30-MA)
Заказан ВВС Армии США, поставлялся Британии по ленд-лизу; башня с электроприводом фирмы Martin с двумя 12,7-мм пулемётами. Построено 281.
Baltimore B. IV (A-30A-MA)
Заказан ВВС Армии США, поставлялся Британии по ленд-лизу. 4 × 7,7-мм крыльевых пулемёта Браунинг. Построено 294.
Baltimore B. V (A-30A-MA)
заказ ВВС Армии США, более мощные двигатели Wright R-2600-29 (1 700 л.с. / 1 268 кВт), крыльевые 12,7-мм пулемёты. Построено 600.
Baltimore GR. VI (A-30C-MA)
2 прототипа для морской разведки; удлинённый фюзеляж, место для дополнительных баков, торпеды, обтекатель радара в носу. В апреле 1944 года программа отменена/

Все перечисленные серии строились для британских Королевских ВВС. Некоторое количество самолётов было утеряно при потоплении двух двух доставлявших их кораблей.

## Тактико-технические характеристики (Baltimore Mk I)

Схема самолёта Martin 187 Baltimore

Технические характеристики
- Экипаж: 4 (пилот, штурман/бомбардир, радист, стрелок)
- Длина: 18,69 м
- Размах крыла: 14,80 м
- Высота: 5,41 м
- Площадь крыла: 50,03 м²
- Масса пустого: 7 013 кг
- Максимальная взлётная масса: 10 251 кг
- Силовая установка: 2 × воздушного охлаждения, 14-цилиндровый Wright R-2600-10 Cyclone 14
- Мощность двигателей: 2 × 1 660

Лётные характеристики
- Максимальная скорость: 491 км/ч
- Крейсерская скорость: 362 км/ч
- Практическая дальность: 1 741 км
- Практический потолок: 7 100 м
- Нагрузка на крыло: 83 кг/м²

Вооружение
- Стрелково-пушечное: четыре установленных в крыле 7,7-мм пулемета, два(четыре) подобных пулемета в надфюзеляжной турели, два 7,62-мм пулемета под фюзеляжем;
- Бомбы: до 907 кг

## Эксплуатанты
Великобритания
- Королевские военно-воздушные силы: 1-я Ближневосточная учебная эскадрилья; эскадрильи 13, 52, 55, 69, 162, 203, 223, 249, 500, 680
- Воздушные силы флота: эскадрилья 728[2]

 Канада
- Королевские канадские ВВС: 1 Baltimore B. III (FA187) временно передавался от RAF Ferry Command для спецзаданий (1942)[3]

 Австралия
- Королевские военно-воздушные силы Австралии: эскадрильи 454, 459

 Южно-Африканская Республика
- Военно-воздушные силы Южно-Африканской Республики: эскадрильи 15, 21, 60

 Свободная Франция
- ВВС "Свободной Франции":  GB 1/17

 Королевство Греция
- Королевские ВВС Греции: 13-я легкобомбардировочная эскадрилья (Baltimore II, IV)

 Италия
- Aeronautica Cobelligerante Italiana – 49 самолётов[4]: 28° Gruppo (Stormo Baltimore), 132° Gruppo – 254 Wing RAF.

 Италия
- ВВС Италии (послевоенные) 49 самолётов эксплуатировались до 1947 года)[5]

 Турция
- ВВС Турции: 1-й бомбардировочный полк; 72 машины (№№ 5301-5372) на замену Fairey Battle; применялись с 1944 до замены на Mosquito в 1950 году.